# NGC 6108
NGC 6108 é uma galáxia espiral barrada (SBab) localizada na direcção da constelação de Corona Borealis. Possui uma declinação de +35° 08' 09" e uma ascensão recta de 16 horas, 17 minutos e 25,5 segundos.
A galáxia NGC 6108 foi descoberta em 10 de Julho de 1880 por Édouard Jean-Marie Stephan.